# 特嫩蒂-波尔特拉
特嫩蒂-波尔特拉是巴西南大河州的一个市镇。总面积338.085平方公里，总人口13906人，人口密度41.1人/平方公里。